# In the Clear
 (mars 2023).
Si vous disposez d'ouvrages ou d'articles de référence ou si vous connaissez des sites web de qualité traitant du thème abordé ici, merci de compléter l'article en donnant les références utiles à sa vérifiabilité et en les liant à la section « Notes et références ».
Albums de Ivy
Guestroom
(2002) All Hours
(2011)
Singles
1. Thinking About You
Sortie : 1er janvier 2005

In the Clear est un album du groupe Ivy, sorti en 2005.

## Liste des pistes
1. Nothing But The Sky
2. Thinking About You
3. Keep Moving
4. Tess Don't Tell
5. Four In The Morning
6. Corners Of Your Mind
7. Clear My Head
8. I've Got You Memorized
9. Ocean City Girl
10. Feel So Free